# Онодур
Онодур (мар. Онодӱр) — деревня в Сернурском районе Республики Марий Эл. Входит в состав Марисолинского сельского поселения.

## География
Находится в северо-восточной части республики Марий Эл на расстоянии приблизительно 12 км на север от районного центра посёлка Сернур.

## История
Известна с 1838 года как деревня, где значилось 35 ревизских душ мужского пола. В 1885 году в 27 дворах проживали 143 человек, русские. В 1925 году население составляло 249 человек. В 1975 году в деревне значилось 18 хозяйств, 55 жителей. К 2004 году осталось 9 домов. В советское время работал колхоз «Просвещенец».

## Население
Население составляло 16 человек (русские 100 %) в 2002 году, 10 в 2010.